# Rauno

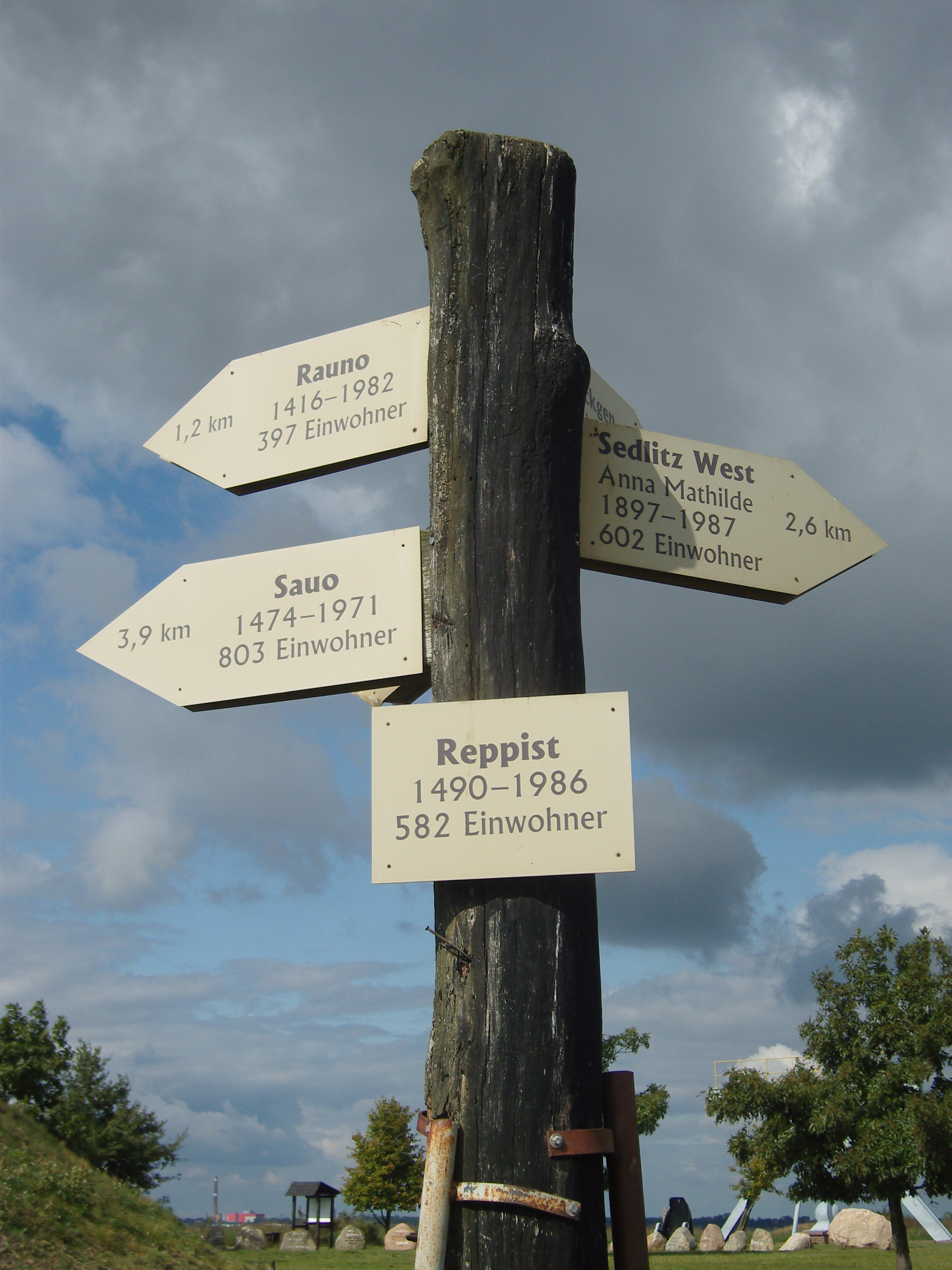
Wegweiser am Aussichtspunkt Reppist

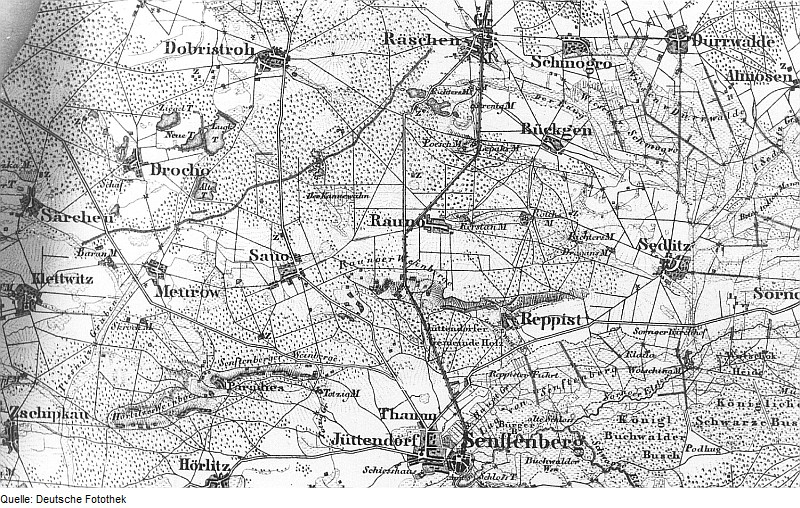
Rauno auf einer Preußischen Karte

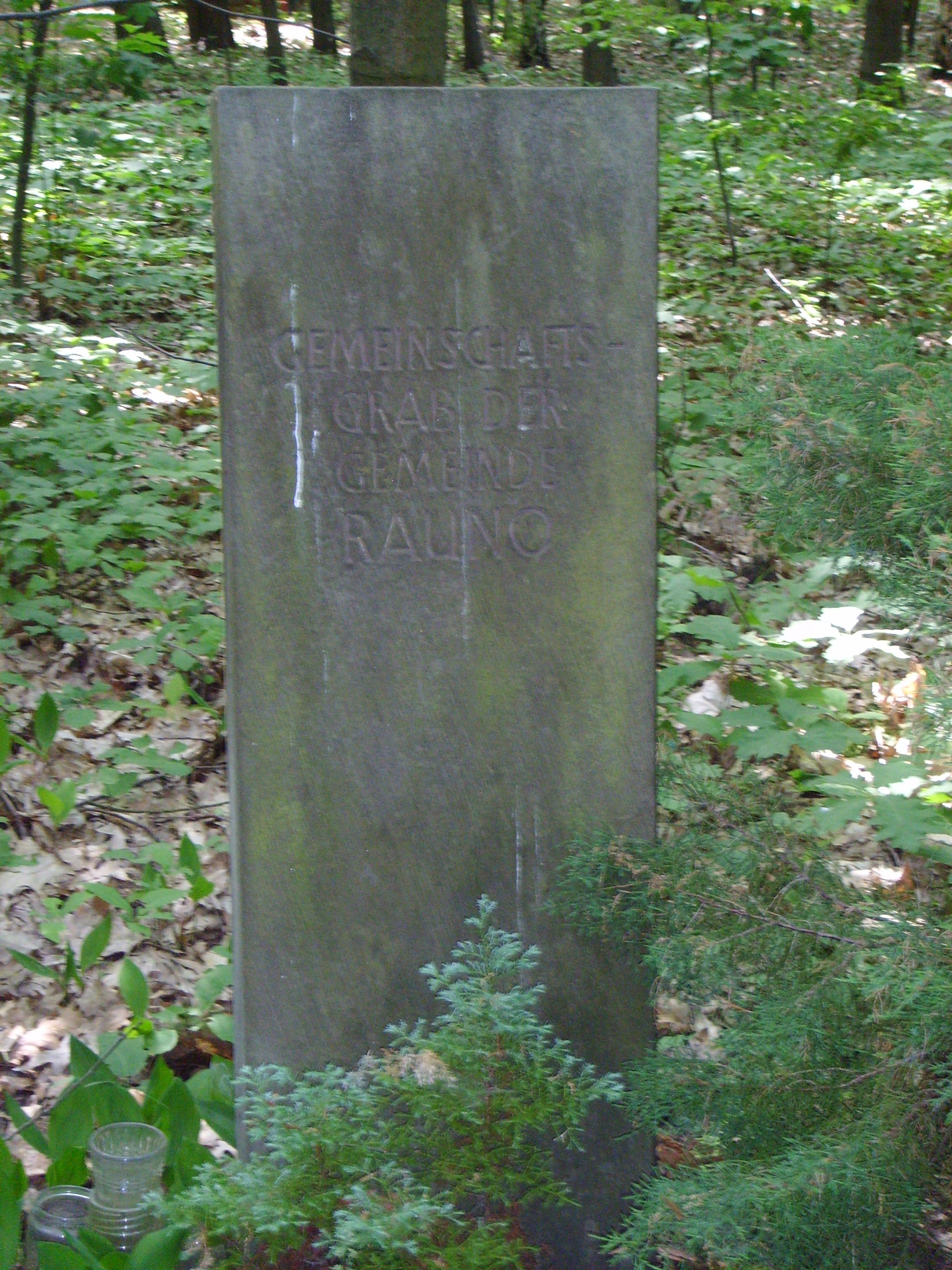
Gemeinschaftsgrab der Gemeinde Rauno

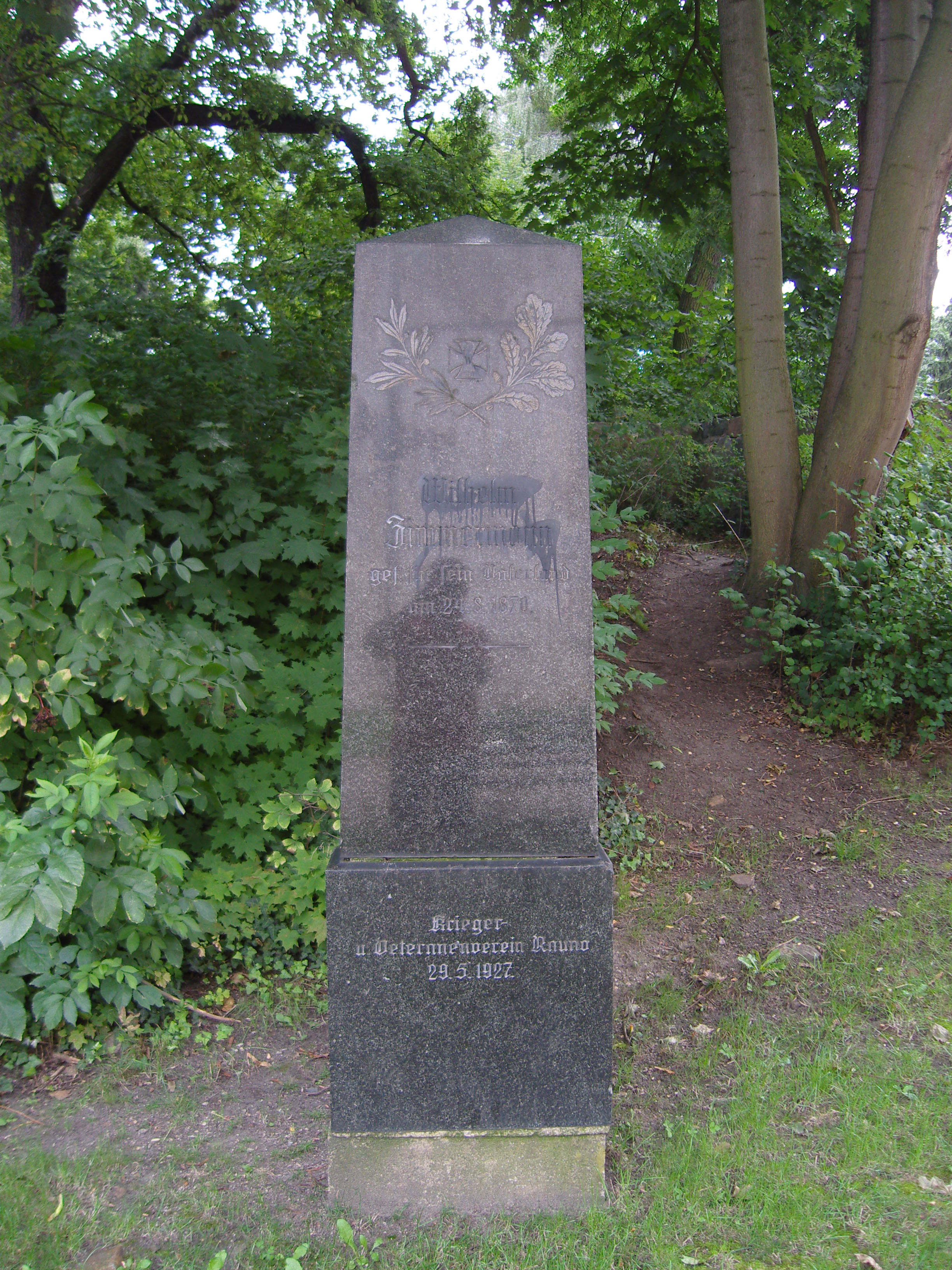
Kriegerdenkmal

Rauno, niedersorbisch Rowna, war ein Dorf nördlich von Senftenberg im ehemaligen Kreis Senftenberg. In den Jahren 1983/1984 wurde Rauno durch den Tagebau Meuro abgebaggert.

## Lage
Rauno lag in der Niederlausitz. Südlich liegt die Stadt Senftenberg, der Übergang zwischen beiden Orten war fließend. Im Westen liegen die Orte Hörlitz, Klettwitz und Meuro, die teilweise durch den Tagebau Meuro abgebaggert wurden. Nordwestlich grenzte der heute vollständig devastierte Ort Sauo. Im Norden folgten die Orte Kleinräschen und Großräschen sowie im Nordosten Bückgen, das später als Großräschen-Süd ebenfalls abgebaggert wurde. Der ebenfalls abgebaggerte Orte Reppist befand sich östlich von Rauno.
Die Fluren Raunos lagen auf einer Höhe von 140 Meter, damit war der Ort nach Kostebrau der zweithöchste Ort im ehemaligen Landkreis Calau.

## Geschichte
Seit dem 12. Jahrhundert soll auf der Raunoer Hochebene Weinbau betrieben worden sein. Die älteste bekannte Erwähnung Raunos stammt aus dem Jahr 1416. Im Jahr 1474 wurde es als Ruwne, 1506 als Rawen und 1555 als Raune genannt. Der Name entwickelt sich zu Rauno im Jahr 1600 und Rowna 1843. Der Ortsname ist sorbischen Ursprungs und soll sich von rowny oder rona ableiten. Rowny bedeutet eben und glatt und könnte sich auf die Hochebene beziehen, auf der Rauno lag. Rona bedeutet gerade, da der Ort in einer Richtung angelegt war. Alle Gehöfte des Zeilendorfes lagen nördlich der ost-westlich verlaufenden Dorfstraße. Davon leitete sich die regionale Redewendung: „In Rauno werden die Schweine alle auf einer Seite geschlachtet.“ ab.
Spätestens seit Beginn des 15. Jahrhunderts gehörte Rauno zur Herrschaft Senftenberg, die ab 1448 zum Kurfürstentum Sachsen gehörte. Im Jahr 1550 zählte Rauno 17 Bauernwirtschaften. Um den Ort gab es zehn Weinberge. Die Bewohner erhielten 1573 das Recht, in dem Wald hinter der Senftenberger Pfarre Weinpfähle für die Weinberge zu schlagen. Das Raunoer Siegel aus dem Jahr 1738 zeigt ein Fass sowie links und rechts sprießende Blumen. Darüber befindet sich die Umschrift RAUNE.
Seit Beginn des 19. Jahrhunderts war Rauno nach Senftenberg gepfarrt. Im Ergebnis des Wiener Kongress kam Rauno an das Königreich Preußen. Um das Jahr 1860 wurden drei Ziegeleien im Dorf errichtet. Im Jahr 1866 legte man rechts der Straße den Schacht Heinrich an, in dem mit einer Haspel Braunkohle gefördert wurde. Diese Braunkohle betrieb die Senftenberger Dampfmühle. Der Schacht wurde vom Unternehmen Henkel übernommen, das die Grube vergrößerte. Es entstanden weitere Kohlegruben, die durch die Ilse Bergbau AG betrieben wurden. Im Jahr 1910 wurden von den 256 Hektar landwirtschaftlicher Nutzfläche nur 149 Hektar landwirtschaftlich genutzt. 107 Hektar waren bereits zu Grubenfeld geworden. Ab den 1870er-Jahren bis 1900 kam es zu einem Bevölkerungssprung durch zugezogene Industriearbeiter. Das Dorf veränderte seinen Charakter zu einer Industrie- und Bergarbeitergemeinde. Im Jahr 1880 beschrieb Arnošt Muka die ethnische Situation so, dass 17,1 Prozent der Einwohner (125) Sorben waren, die fast alle noch Sorbisch sprechen konnten. In den Jahren 1926 und 1927 kam es zu einem Teilortsabbruch durch die umgehenden Tagebaue. 1060 Einwohner wurden in Werkswohnungen der Ilse-Bergbau AG in Bückgen und Sedlitz umgesiedelt. Zu Rauno gehörte die Siedlung Bertha, die um die gleichnamige Brikettfabrik entstand. Nach 1945 wurde die Brikettfabrik in "Rosa-Luxemburg" umbenannt. Rauno kam 1953 vom Landkreis Calau an den neugegründeten Kreis Senftenberg. Am 2. Januar 1974 wurde Rauno nach Senftenberg eingemeindet. Zwischen 1970 und 1982 wurden 401 Einwohner des Ortes umgesiedelt. Ab 1983 begann das Abbaggern des Ortes durch den Tagebau Meuro an der sogenannten Höhe 304.
Der Raunoer Friedhof wurde gemeinsam mit den Friedhöfen der ebenfalls devastierten Orte Sorno und Rosendorf auf den Senftenberger Waldfriedhof verlegt. Am heutigen Aussichtspunkt Reppist erinnert ein Wegweiser an die abgebaggerten Orte wie Rauno.
Ein Kriegerdenkmal, das 1889 für einen Gefallenen Raunoer des Deutsch-Französischen Kriegs aufgestellt wurde, wurde wegen des Teilortsabbruchs 1927 durch den Krieger- und Veteranenverein umgesetzt. Heute steht dieses Denkmal vor dem Schloss Senftenberg.

### Bevölkerungsentwicklung
| Einwohnerentwicklung in Rauno von 1846 bis 1971 | Einwohnerentwicklung in Rauno von 1846 bis 1971 | Einwohnerentwicklung in Rauno von 1846 bis 1971 | Einwohnerentwicklung in Rauno von 1846 bis 1971 |
| Jahr                                            | Einwohner                                       | Jahr                                            | Einwohner                                       |
| ----------------------------------------------- | ----------------------------------------------- | ----------------------------------------------- | ----------------------------------------------- |
| 1846                                            | 200                                             | 1875                                            | 492                                             |
| 1890                                            | 1279                                            | 1910                                            | 1960                                            |
| 1925                                            | 1694                                            | 1933                                            | 780                                             |
| 1939                                            | 651                                             | 1946                                            | 656                                             |
| 1950                                            | 529                                             | 1964                                            | 508                                             |
| 1971                                            | 450                                             |                                                 |                                                 |

## Ehemalige Infrastruktur
In Rauno gab es eine Sandrennbahn. Im Ort befanden sich ein Feuerwachturm sowie eine TBC-Heilanstalt, die sich auf der sogenannten Höhe 304 befand. Diese trug angeblich ihren Namen, weil aus dem Ersten Weltkrieg heimgekehrte Soldaten, die an der Höhe 304 bei Verdun gekämpft hatten, der Erhebung diesen Namen gaben.
Durch den Ort verlief als Verlängerung der heutigen Senftenberger Bahnhofstraße, die Kreischaussee, die nach Großräschen führte.